# Narthex

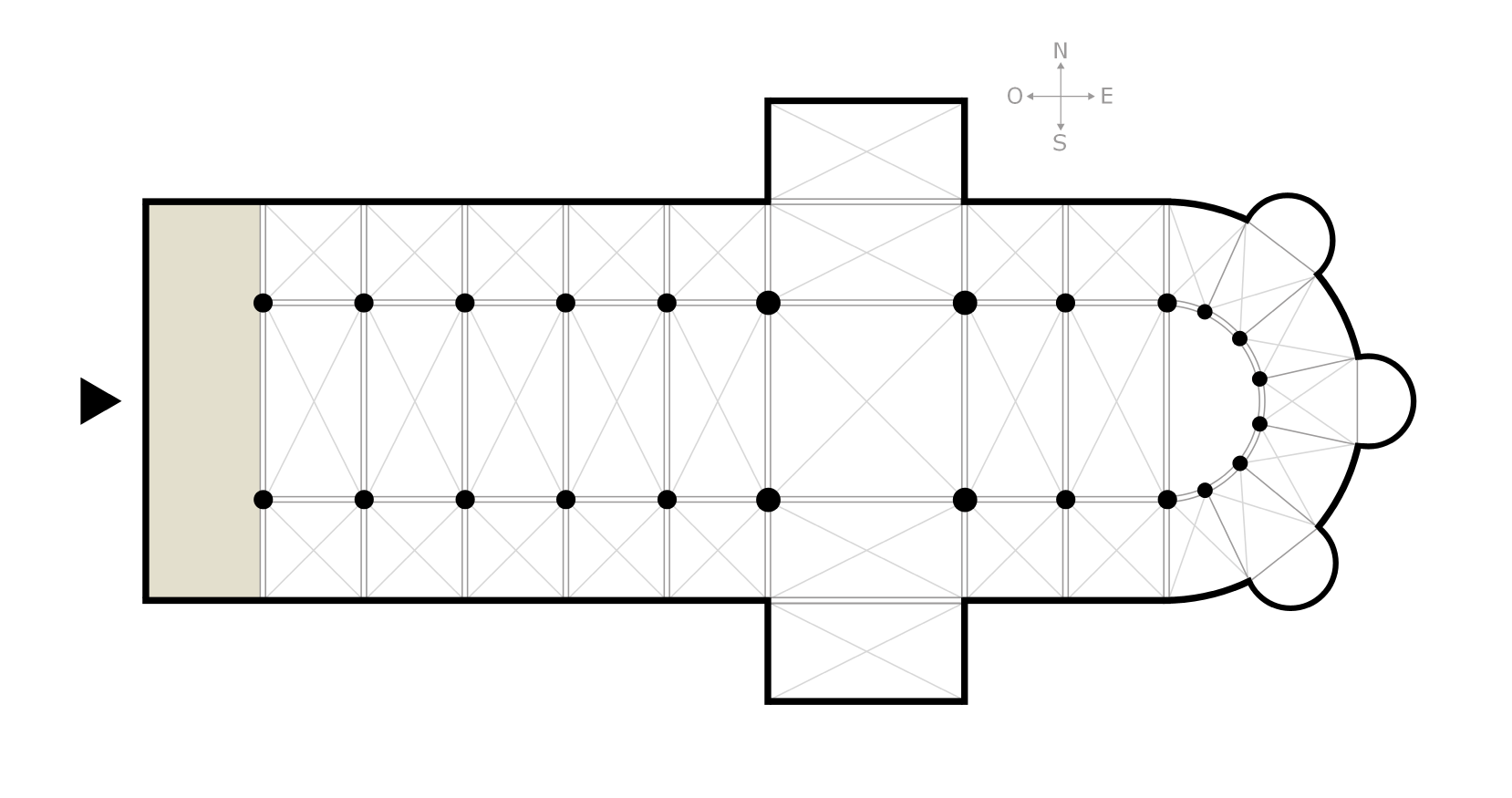
A narthex alaprajzi elhelyezkedése (szürkével kiemelve)

A narthex a kora keresztény és a bizánci bazilikaépítészetben a bejáratnál, az átrium és a főhajó között kialakított előcsarnok, a hosszház tengelyére merőleges, keresztirányú tér. Kifelé portikusszerűen nyitott volt. A főhajóba egy díszes, háromnyílású kapuzaton vagy árkádívnyíláson, a tribelonon lehetett belépni, de többnyire a mellékhajók felé is nyíltak ajtók. Gyakran kettő, egy külső (exonarthex) és egy belső folyosóra (ezonarthex) tagolódott. 
Eleinte fontos szerepet töltött be a liturgiában: itt gyülekezhettek és kísérhették figyelemmel a szertartásokat a vezeklő bűnösök és a katekumenek, azaz a keresztség felvételére készülő kereszteletlenek. 
A későbbi korok, a középkor és újkor templomépítészetében is gyakran narthex néven említik a főhajótól elkülönülő előcsarnokot, így például a vatikáni Szent Péter-bazilika esetében is.